# Drachten Transferium Oost
Drachten Transferium Oost is het belangrijkste busstation van Drachten in de Nederlandse provincie Friesland.
Het busstation ligt bij de kruising van de Ureterpvallaat en de Zonnedauw en heeft de oude halte Vallaat vervangen. De komst van dit busstation is onderdeel van de verkeersplannen van de gemeente Smallingerland, die wilde zorgen voor minder verkeer in het centrum van de stad. Het busstation heeft acht perrons rondom een eiland en vier plekken waar bussen kunnen wachten. Verder is er een personeelsverblijf, zijn er veel fietsparkeerplaatsen en een parkeerterrein dat makkelijk bereikbaar is vanaf de A7. Hierdoor kunnen automobilisten het busstation goed vinden. Sinds de dienstregeling van 2017 stoppen alle buslijnen die door Drachten rijden bij dit transferium. In het voorjaar van 2017 is het groen rondom het busstation aangelegd, waardoor het eruitziet als een park.
De bouw van dit busstation begon in mei 2015. Het heeft de functie van overstappunt overgenomen van het Van Knobelsdorffplein in het centrum. Dat oude busstation bleef bestaan, maar werd kleiner en verloor zijn rol als centraal busstation. De bussen stoppen daar nu alleen nog om passagiers in en uit te laten stappen. Voor het overstappen op andere buslijnen is het busstation Transferium Oost een beter alternatief. Het busstation werd op 11 december 2016 geopend. Dit gebeurde tegelijk met de start van Arriva als de nieuwe vervoerder in Zuidoost-Fryslân. 